# Amsterdamse Joffers

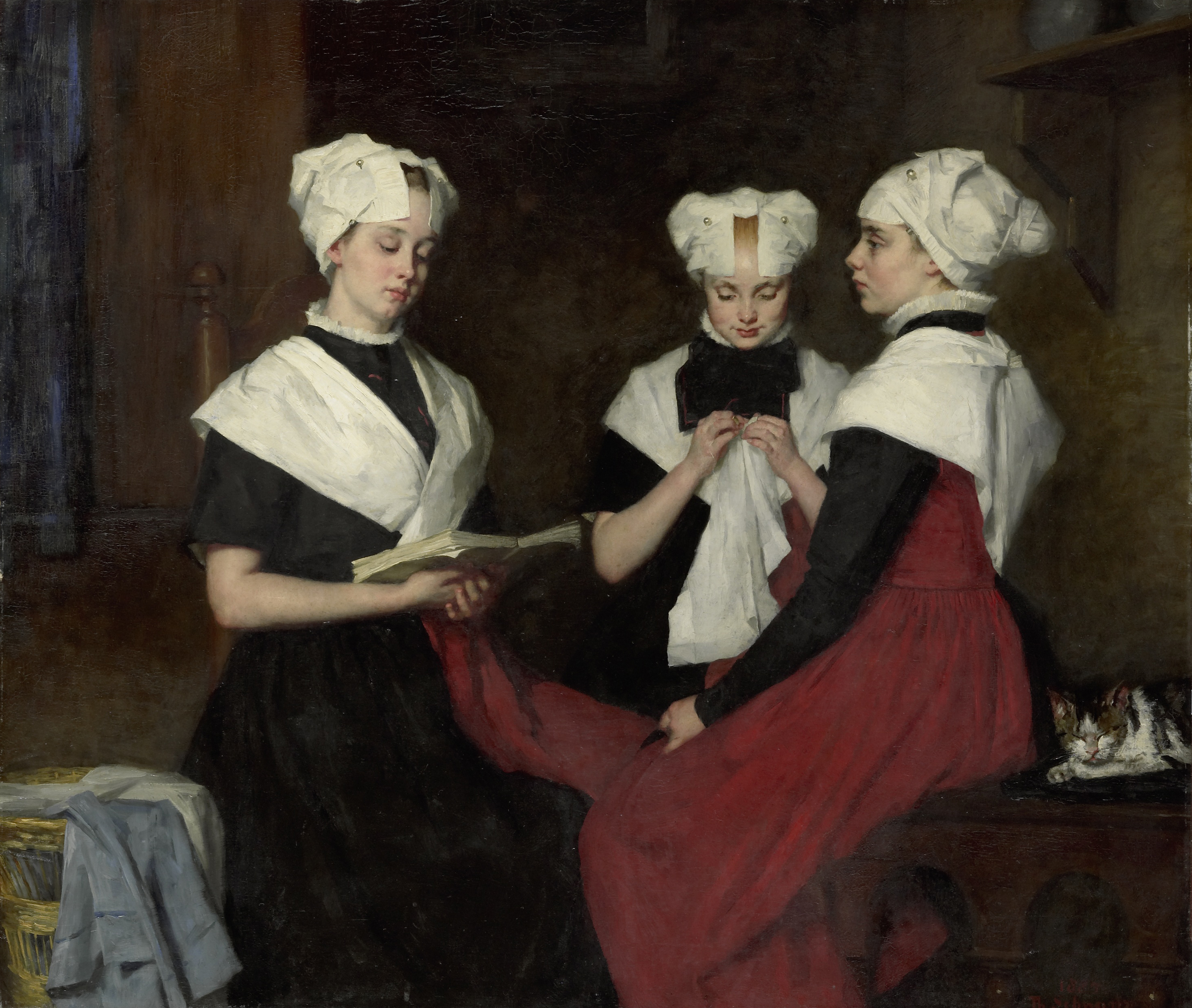
Thérèse Schwartze, Trois filles de l'orphelinat d'Amsterdam (1885, Rijksmuseum Amsterdam).

Les Amsterdamse Joffers sont un groupe de femmes artistes qui se réunissaient chaque semaine à Amsterdam à la fin du XIXe siècle et au début du XXe siècle, et se soutenant dans leur carrière professionnelle. La plupart d'entre elles étaient des étudiantes de l'Académie royale des beaux-arts d'Amsterdam et appartenaient au mouvement des impressionnistes d'Amsterdam. Chacune est devenue une artiste à succès. En tant que groupe, elles ont contribué à l'acceptation sociale aux Pays-Bas des femmes devenant artistes professionnelles.

## Origine et développement

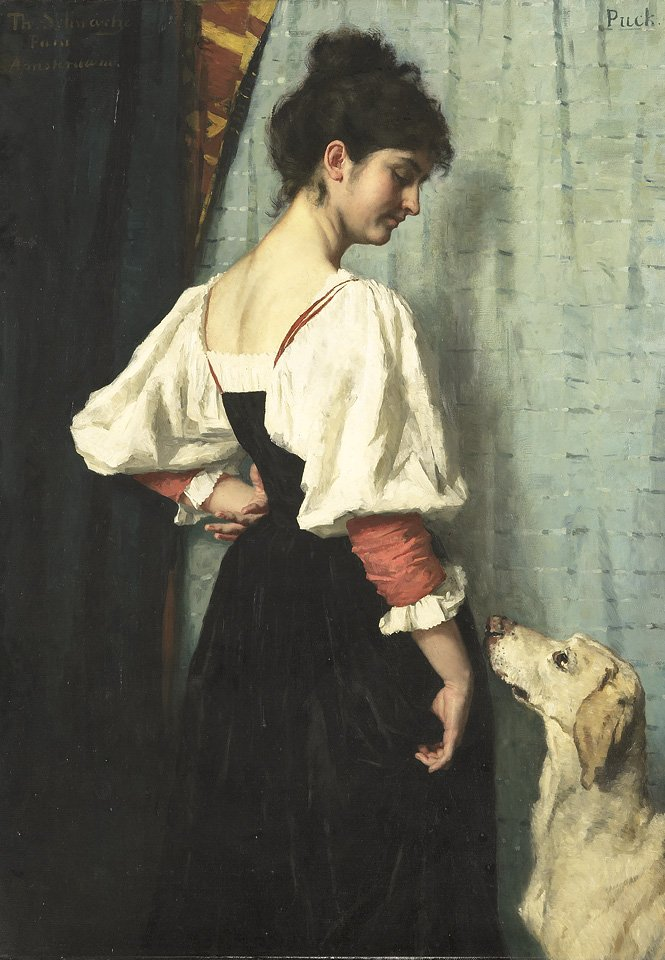
Thérèse Schwartze, Jeune italienne avec son chien Puck (après 1879, Rijksmuseum Amsterdam).

### Débuts
En 1894, Lizzy Ansingh et Coba Ritsema (en) ont commencé leurs études à la Rijksacademie dans une classe séparée pour étudiantes. Autour d'elles, un groupe de jeunes femmes, pour la plupart des camarades de classe, se sont regroupées pour fonder un cercle. Le but était d'échanger des expériences en tant que femmes désireuses de devenir artistes professionnelles. Elles tenaient des réunions hebdomadaires à la résidence de Thérèse Schwartze, une peintre établie qui était la tante d'Ansingh.
Elles provenaient de familles riches et artistiques et ne dépendaient pas de la peinture pour leur subsistance. Presque tous étaient élèves de la Rijksakademie et suivaient les cours d'August Allebé, Nicolaas van der Waay et Carel Dake. Suze Robertson était à certains égards une exception dans le groupe. Elle était plus âgée, déjà mariée et avait étudié à l'Université de technologie de Delft. Nelly Bodenheim était une illustratrice, pas une peintre comme les autres membres. Ansingh, Ritsema, Robertson, Jacoba Surie et Betsy Westendorp-Osieck (en) étaient membres des associations d'artistes Arti et Amicitiae, kunstvereniging Sint Lucas et Pulchri Studio.
Ritsema est considéré comme la plus talentueuse du groupe. Elle a d'abord fait ses études à l'école d'art de Haarlem avant de rejoindre le groupe de femmes de la Rijksakademie. Elle a été influencée par les impressionnistes hollandais tels que son frère Jacob Ritsema (en), George Hendrik Breitner et Fredrik Theodorus Grabijn. Certains des élèves de Ritsema étaient Jacoba Surie (en), Jan van den Hengst, Tine Honey, Victoire Wirix (en) et Lize Duyvis (en).
Au tournant du XXe siècle, lors des expositions d'art annuelles des sociétés d'artistes Sint Lucas au Stedelijk Museum Amsterdam, Arti et Amicitiae et Pulchri Studios, des œuvres d'Ansingh, Ritsema et Robertson ont été exposées et accueillies favorablement.

### Reconnaissance individuelle
Au cours de la première décennie du XXe siècle, les membres du cercle étaient régulièrement présentes aux expositions d'art annuelles des sociétés d'artistes à Amsterdam. En 1905, Ansing, Ritsema et Marie van Regteren Altena (en) ont participé à une exposition collective à Hambourg. En 1906, Ansingh reçoit le Willink van Collenprijs (en), une prestigieuse reconnaissance pour les jeunes artistes. En 1907, les membres du groupe ont participé à une exposition de maîtres internationaux au Stedelijk Museum. En 1910, Ritsema remporte la médaille de bronze à l'Exposition universelle de Bruxelles. À cette époque, les jeunes femmes étaient des artistes confirmées. En 1919, Ansingh et Ritsema sont devenues les premières femmes membres du conseil d'administration avec droit de vote de l'association d'artistes Arti et Amicitiae.

### Reconnaissance collective: le groupe adopte un nom
Albert Plasschaert, critique d'art et correspondant d'Ansingh, a nommé le groupe Amsterdamse Joffers dans un article de journal en 1912. Le terme Amsterdamsche Joffers, tel qu'il était orthographié à l'époque, était connu en raison d'un roman historique sans rapport de Marie van Zeggelen (en) de 1900. Le roman portait des illustrations d'Ansingh. Le nom est resté, notamment parce que les artistes eux-mêmes, approchant déjà la quarantaine, l'ont fréquemment utilisé. Le mot Joffer signifie jeune fille, mademoiselle ou jeune femme. Dans les années 1920 et sous le nom d'Amsterdam Joffers, le groupe expose fréquemment son travail à la Kunstzaal Frans Buffa, une galerie d'art d'Amsterdam. Un livre de 1947 de Johan van Eikeren a consolidé l'expression Amsterdamse Joffers dans l'histoire de l'art néerlandais. La classe séparée pour les femmes à l'Académie était révolue depuis longtemps.

## Style et sujet
(juin 2023).
Les Amsterdamse Joffers ont utilisé différents styles mais font généralement partie du mouvement artistique de l'impressionnisme d'Amsterdam. Leur choix de sujet est dominé par la nature morte et le portrait. Ansing était célèbre pour ses peintures de poupées.
Les femmes peintres de l'impressionnisme d'Amsterdam appartenaient à une génération plus tardive que les femmes impressionnistes françaises Marie Bracquemond (1840–1916), Mary Cassatt (1845–1926), Eva Gonzalès (1847–1893) et Berthe Morisot (1841–1895). La caractéristique des femmes impressionnistes françaises est la palette de couleurs puissante et lumineuse avec des motifs vivants. Les Joffers ont utilisé des couleurs typiques du principal mouvement impressionniste néerlandais, l'école de La Haye. Ces couleurs plus sombres créent une atmosphère plus calme et plus mélancolique. Les femmes peintres françaises ont préféré la peinture de paysage des côtes, des ports et de la campagne avec des vues de la ville, ainsi que la nature morte et le portrait. Les Néerlandaises choisissent presque exclusivement la nature morte et le portrait. Le style et le sujet de chaque groupe reflètent l'époque et le contexte dans lesquels ils ont travaillé, ce qui est en quelque sorte l'essence de l'impressionnisme.

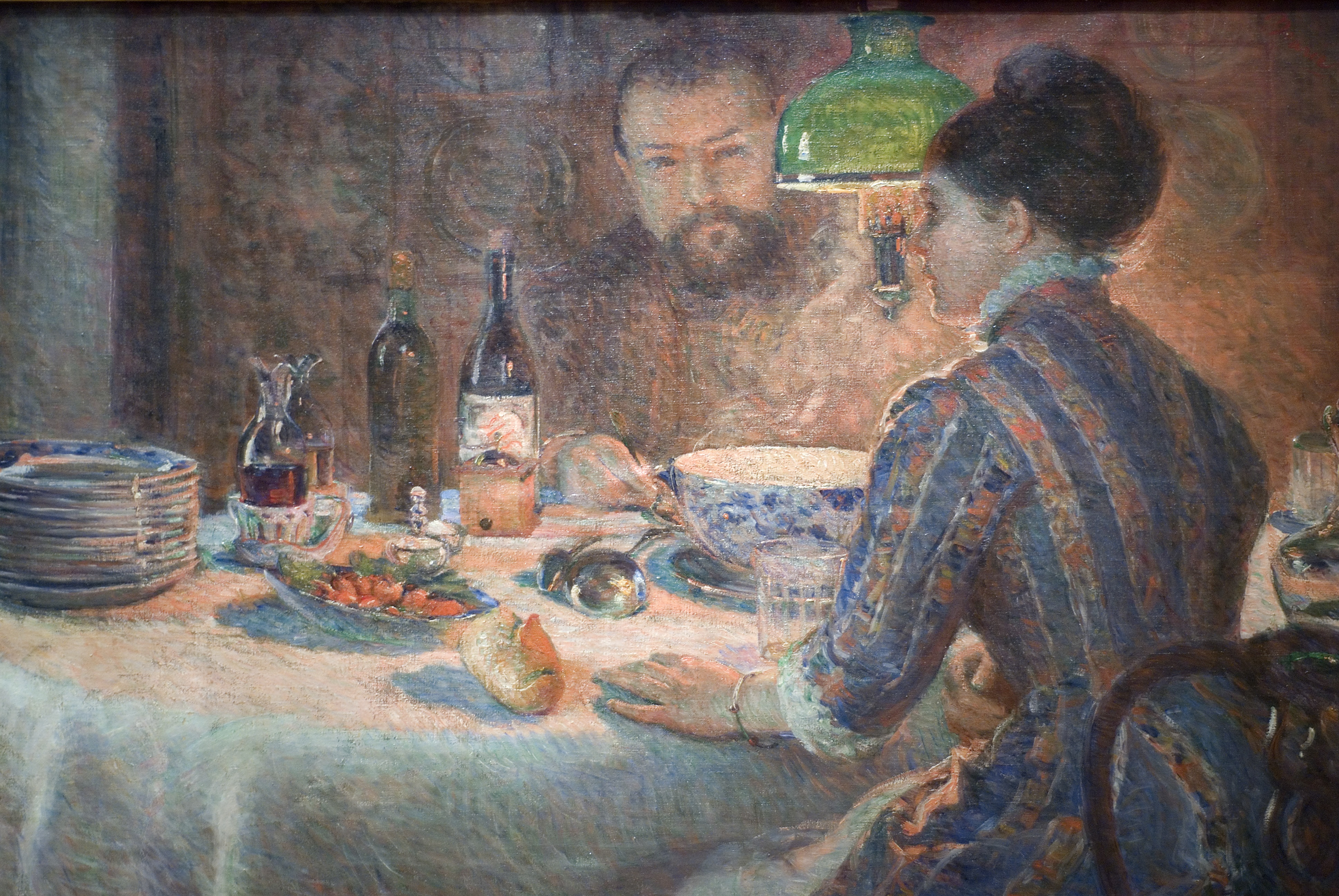
Marie Bracquemond, Sous la lampe – Sisley et sa femme dînent chez les Braquements à Sèvres (1887, coll. priv.).

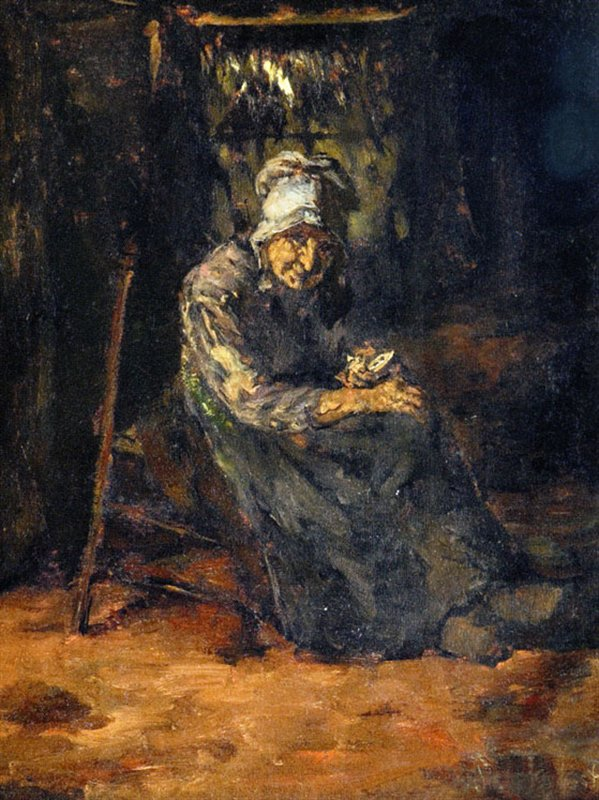
Suze Robertson, Femme lisant une lettre (1883, musée Breda).

## Membres du cercle
Le livre de 1947 de Johan van Eikeren a identifié huit artistes comme Amsterdamse Joffers : Ansingh, Ritsema, van den Berg, Bauer-Stumpff, Bodenheim, Westendorp-Osieck, Surie et van Regteren-Altena. D'autres analystes incluent souvent la sœur de Robertson et d'Ansingh, Sorella Therese. L'influence de l'animatrice et mentor Theresa Schwartz est également souvent reconnue.
- Lizzy Ansingh (1875–1959)
- Jo Bauer-Stumpff (en) (1873–1951)
- Ans van den Berg (en) (1873-1942)
- Nelly Bodenheim (1874-1951)

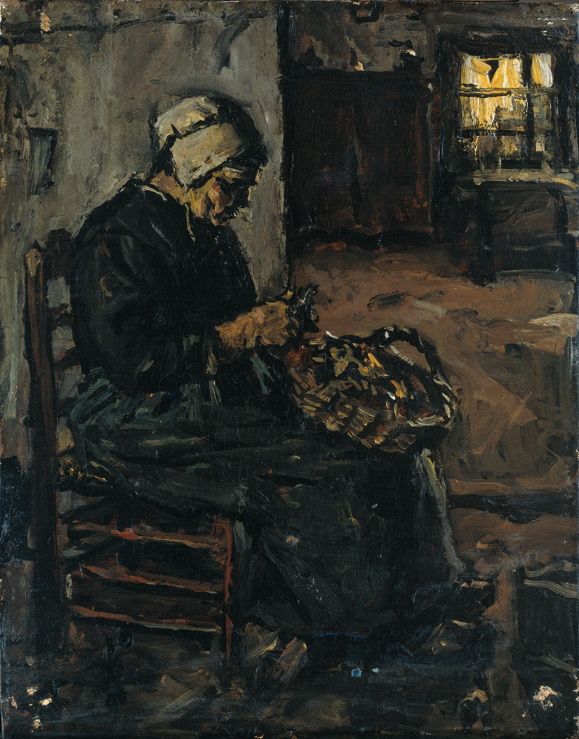
Suze Robertson, Paysanne épluchant des pommes de terre (n. d., coll. priv.).

- Marie van Regteren Altena (en) (1868–1958)
- Coba Ritsema (en) (1876–1961)
- Suze Robertson (1855-1922)
- Jacoba Surie (en) (1879-1970)
- Betsy Westendorp-Osieck (en) (1880–1968)

## Artistes associées
- Thérèse Ansingh (en) (1883-1968)
- Elsa Woutersen-van Doesburgh (en) (1875–1957)
- Thérèse Schwartze (1851-1918), mentor
- Josefa Tepe (1884-1962)
- Marie Wandscheer (en) (1855–1936)

## Œuvres choisies

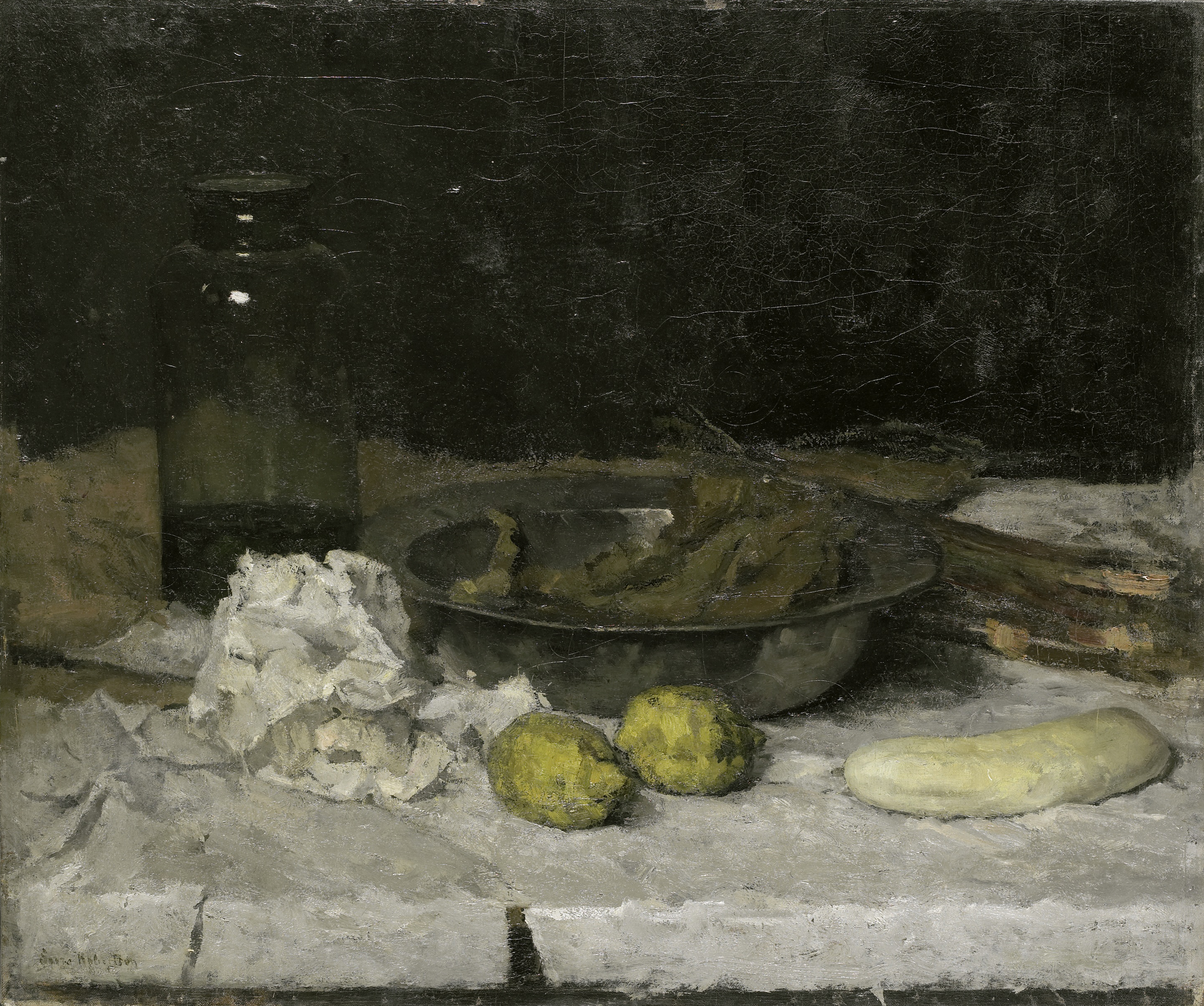
Suze Robertson, Nature morte avec assiette et bouteille en étain (n. d., Rijksmuseum Amsterdam).

- Lizzy Ansingh, La source de vie, 124,5 × 174 cm, huile sur toile.
- Ans van den Berg, Azalées blanches et rouges'', 76 × 65 cm, huile sur toile.
- Jacobe Surie, Poissons, 50 × 70,2 cm, huile sur toile.
- Betsy Westendorp, Nature morte aux pots de peinture en verre, 25,0 × 19,4 cm, huile sur toile.
- Jo Bauer-Stumpf, Nature morte aux anémones, 56,9 × 48 cm, huile sur toile.
- Coba Ritsema, Fille dans un studio, 32,4 × 46,5 cm, huile sur toile.
- Johanna Elisabeth Westendorp-Osieck, Nature morte avec cancer'', 23,6 × 24,5 cm, huile sur toile.
- Marie van Regteren Altena, Atelier avec modèle nu, 51,2 × 76,8 cm, huile sur toile.
- Ans van den Berg, Nature morte au chrysanthème, 40,8 × 76,8 cm, huile sur toile.
- Nelly Bodenheim, Illustrations d'affiches à la main.
- Suze Bisschop-Robertson, Fille endormie au soleil, huile sur toile.
- Thérèse Schwartze, Portrait de Lizzy Ansingh, 40,4 × 49,4 cm, huile sur toile.

## Conservation
De nombreux musées aux Pays-Bas et à l'étranger ont des œuvres des Amsterdamse Joffers dans leurs collections :
- Pays-Bas
  - Stedelijk Museum Breda (en), Bréda
  - Musée de Dordrecht, Dordrecht
  - Musée d'Art de La Haye, La Haye
  - Musée Boijmans Van Beuningen, Rotterdam
  - Rijksmuseum, Amsterdam
  - Stedelijk Museum Amsterdam, Amsterdam
  - Musée Van Abbe, Eindhoven
  - Centraal Museum, Utrecht
  - Musée Teyler, Haarlem

- France
  - Jeu de Paume, Paris

## Expositions notables
- 1903, Stedelijke internationale tentoonstelling van kunstwerken van levende meesters, Stedelijk Museum, Amsterdam.
- 1905, Thérèse Schwartze représentée dans l'exposition des œuvres d'art des collections privées de Wiesbaden et Biebrich[10]
- 1905, Lizzy Ansingh, Jacoba Ritsema et Marie van Regteren Altena dans la collection des "Arti et Amicitiae" et "Pulchri Studio" - Kunstverein à Hambourg zu Hambourg[11]
- 1907, Stedelijke internationale tentoonstelling van kunstwerken van levende meesters, Stedelijk Museum, Amsterdam.
- 1912, Stedelijke internationale tentoonstelling van kunstwerken van levende meesters, Stedelijk Museum, Amsterdam.
- Exposition 1913 : Femmes de 1813 à 1913 – Stedelijk Museum Amsterdam
- 1955, Suze Robertson – Rijksmuseum Amsterdam
- 1984, Suze Robertson – Stedelijk Museum Amsterdam
- 1991, Lizzy Ansingh dans une exposition commune à Amsterdam
- 1991, Nelly Bodenheim – Musée historique d'Amsterdam
- 2003/2004, Suze Robertson – Musée Rijswijk
- 2005/2006, Lizzy Ansingh – Musée Arnhem
- 2008/2009, Suze Robertson – Musée Kempenland
- 2022, Amsterdamse Joffers - Musée Villa Mondriaan[12]